# Stanica Dal'njaja
Stanica Dal'njaja (Станица Дальняя) è un film del 1939 diretto da Evgenij Veniaminovič Červjakov.